# Żukowo (gemeente)
De gemeente Żukowo is een stad- en landgemeente in het Poolse woiwodschap Pommeren, in powiat Kartuski.
De gemeente bestaat uit 19 administratieve plaatsen solectwo : Banino, Borkowo, Chwaszczyno, Leźno, Łapino Kartuskie, Małkowo, Miszewo, Niestępowo, Nowy Glińcz, Otomino, Pępowo, Przyjaźń, Rębiechowo, Rutki, Skrzeszewo Żukowskie, Sulmin, Tuchom, Widlino en sołectwo Żukowo-Wieś.
De zetel van de gemeente is in Żukowo.
Op 30 juni 2004 telde de gemeente 24 288 inwoners.

## Oppervlakte gegevens
In 2002 bedroeg de totale oppervlakte van gemeente Żukowo 163,95 km², waarvan:
- agrarisch gebied: 69%
- bossen: 21%

De gemeente beslaat 14,64% van de totale oppervlakte van de powiat.

## Demografie
Stand op 30 juni 2004:
| Omschrijving                   | Totaal | Totaal | Vrouwen | Vrouwen | Mannen | Mannen |
| ------------------------------ | ------ | ------ | ------- | ------- | ------ | ------ |
| eenheid                        | aantal | %      | aantal  | %       | aantal | %      |
| inwoners                       | 24 288 | 100    | 12 153  | 50      | 12 135 | 50     |
| bevolkingsdichtheid (inw./km²) | 148,1  | 148,1  | 74,1    | 74,1    | 74     | 74     |

In 2002 bedroeg het gemiddelde inkomen per inwoner 1354,93 zł.

## Plaatsen in de gemeente
Babi Dół, Banino, Barniewice, Borkowo, Borowiec, Chwaszczyno, Czaple, Elżbietowo, Glincz, Łapino Kartuskie, Leźno, Lniska, Małkowo, Miszewo, Miszewko, Niestępowo, Nowy Świat, Otomino, Pępowo, Piaski, Przyjaźń, Rębiechowo, Rutki, Skrzeszewo Żukowskie, Stara Piła, SulminTuchom, Widlino, en Żukowo-Wieś.

## Aangrenzende gemeenten
Gdańsk, Gdynia, Kartuzy, Kolbudy, Przodkowo, Przywidz, Somonino, Szemud